# Classe Peacock
La classe Peacock est une classe de corvettes de type patrouilleur extracôtier construit initialement pour la Royal Navy.
Cinq navires ont été commandés en janvier 1982 pour remplacer de vieux dragueurs de mines convertis en navires de patrouille au sein du sixième escadron de patrouille à l'ancienne base britannique HMS Tamar des forces britanniques à Hong Kong.

## Histoire

### Royal Navy
Les cinq navires sont construits au chantier naval Hall, Russell and Co. (en) à Aberdeen en Écosse, et spécifiquement adaptés au travail dans les climats tropicaux. Ils sont entièrement climatisés et sont capables de tenir en mer lors d'un typhon. Ils sont payés, pour les trois-quarts, par le gouvernement de la colonie de Hong Kong.
Les HMS Peacock (P239) et HMS Plover (P240) appareillent de Portsmouth à l'automne 1984 et arrivent à la base de Hong Kong fin novembre.
Les HMS Starling (P241), HMS Swallow (P242) et HMS Swift (P243) les rejoignent l'année suivante.
Ils servent essentiellement pour la Police de Hong Kong et les services de douane (trafic de stupéfiants, contrebande et immigration illégale) mais aussi pour la recherche, le sauvetage et la formation des marins.
Chaque navire transporte deux Avon Searider SR5M (canot pneumatique à coque rigide) et un petit détachement de Royal Marines.

### Marine irlandaise
En 1988, après seulement trois années de service, le HMS Swallow et le HMS Swift reviennent au Royaume-Uni.
En octobre ils sont vendus à la Marine irlandaise (Irish Naval Service) et sont rebaptisés :
- LÉ Ciara (P42),
- LÉ Orla (P41).

Ils sont basés à l'île d’Haulbowline à Cork Harbour et sont affectés à la protection des zones de pêche.

### Marine philippine
La Royal Navy a toujours veillé à ce qu'au moins l'une des trois unités de la classe Peacock, soit toujours en mer jusqu'à ce que la colonie de Hong Kong soit rétrocédée à la Chine le 30 juin 1997 à minuit. Durant cette période, chaque navire a effectué jusqu'à 500 arraisonnements par an.
Les HMS Peacock, HMS Plover et HMS Starling se retirent définitivement de la colonie, accompagnés du Yacht Royal Britannia et de la frégate HMS Chatham.
Les trois bateaux sont vendus aux Philippines et sont intégrés, dès le 4 août 1997 à la Marine philippine en tant que corvettes de classe Jacinto et sont rebaptisés :
- BRP Emilio Jacinto (PS-35),
- BRP Apolinario Mabini (PS-36) (en)[5],
- BRP Artemio Ricarte (PS-37) (en)[5],

Leur armement se renforce d'un M242 Bushmaster de 25 mm et de deux canons anti-aérien Oerlikon de 20 mm.
Les trois navires sont modernisés en 2019 et 2020. Ils se voient dotés de radars neufs, de nouvelles conduites de tir et les canons de 76mm et 25mm sont rénovés.

## Galerie

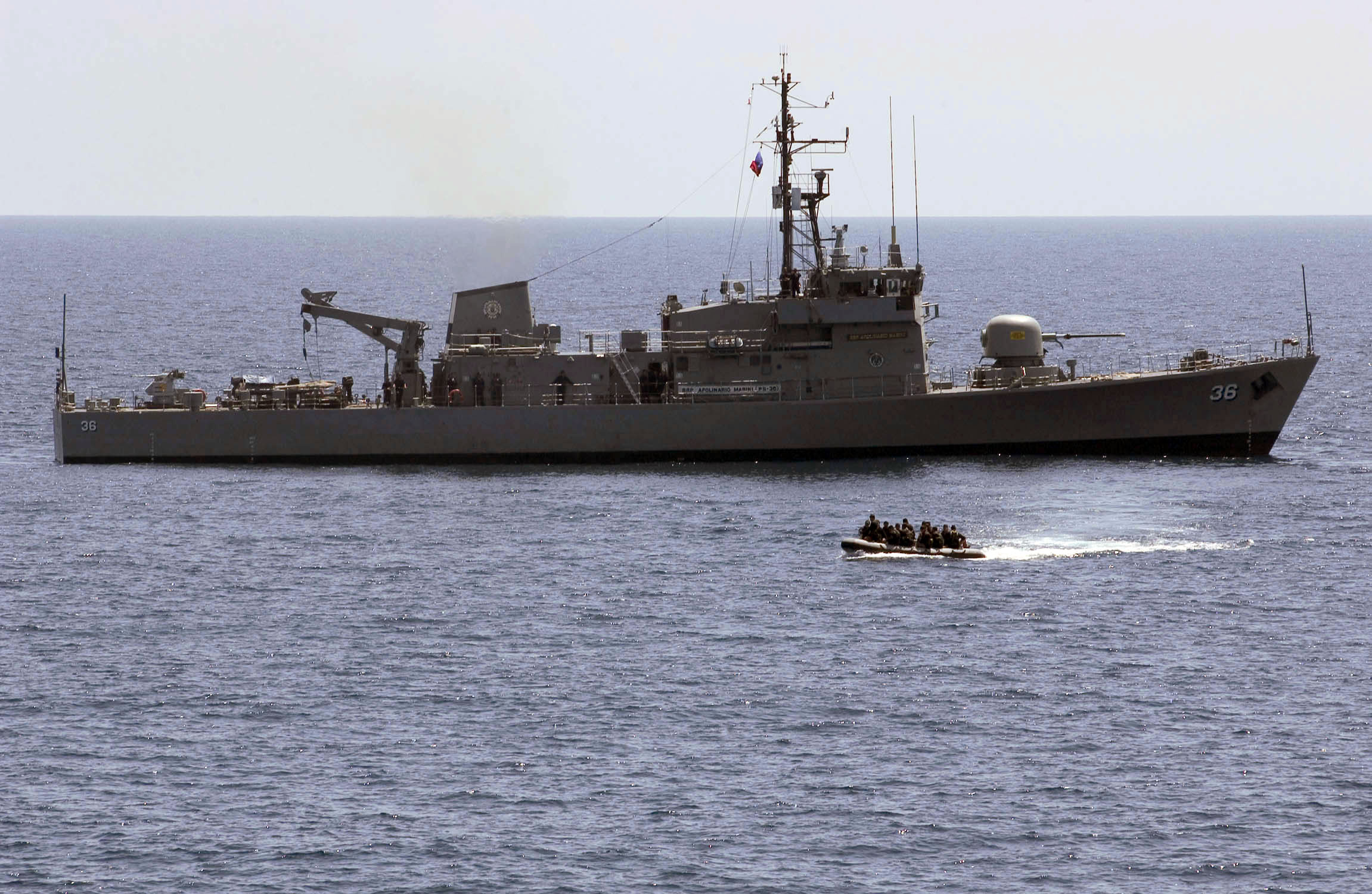
BRP Apolinario Mabini (PS-35), ex HMS Peacock(P239)
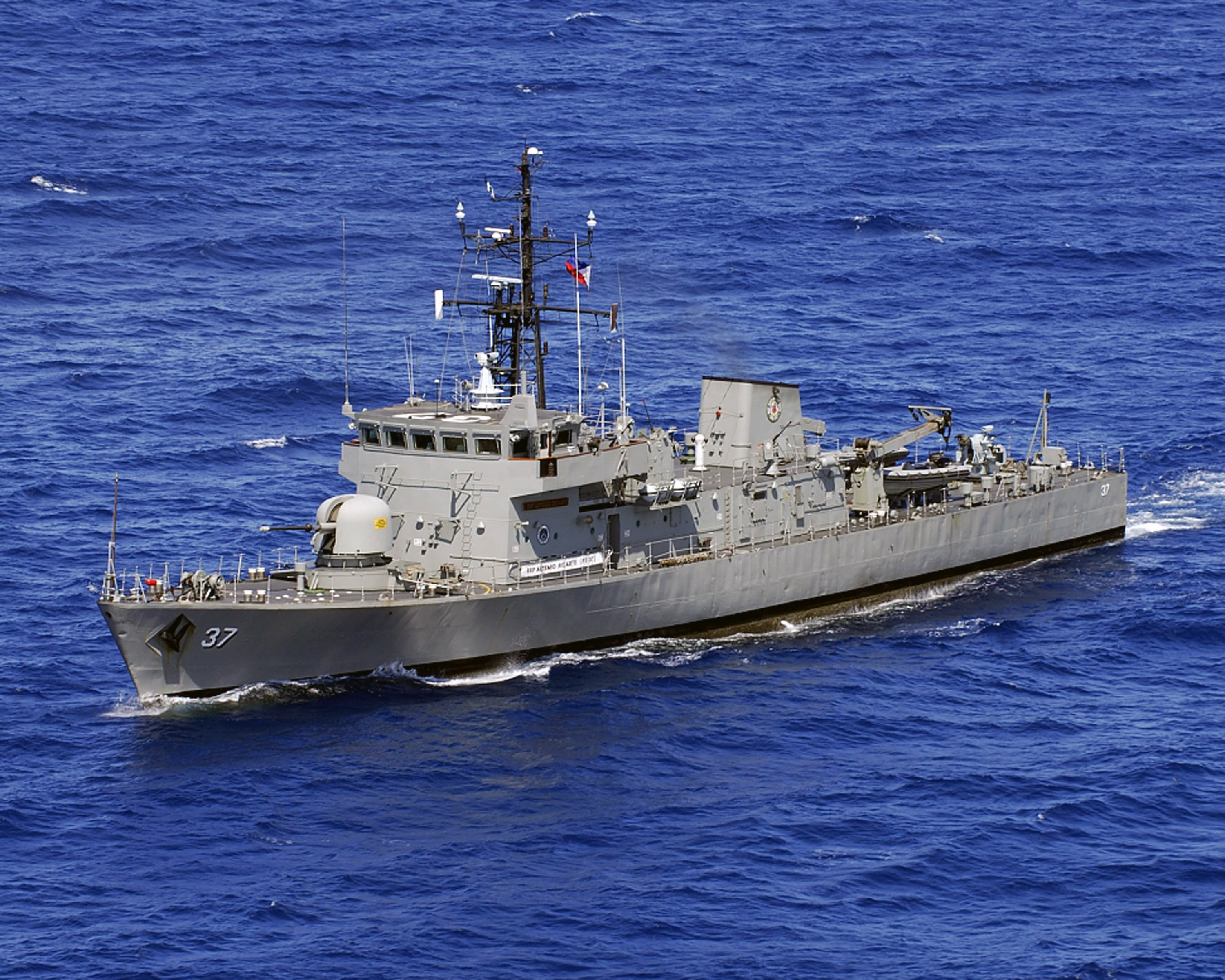
BRP Artemio Ricarte (PS-37), ex HMS Starling(P241)
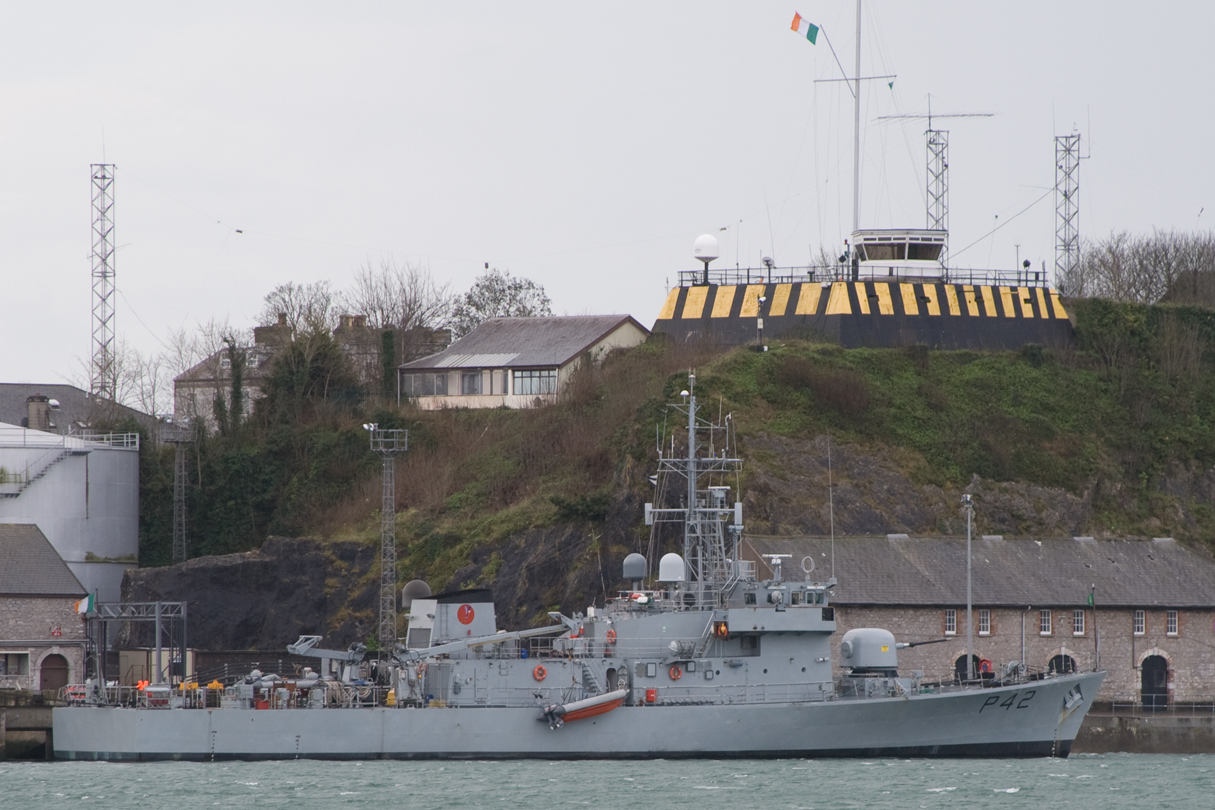
LÉ Ciara (P42), ex HMS Swallow
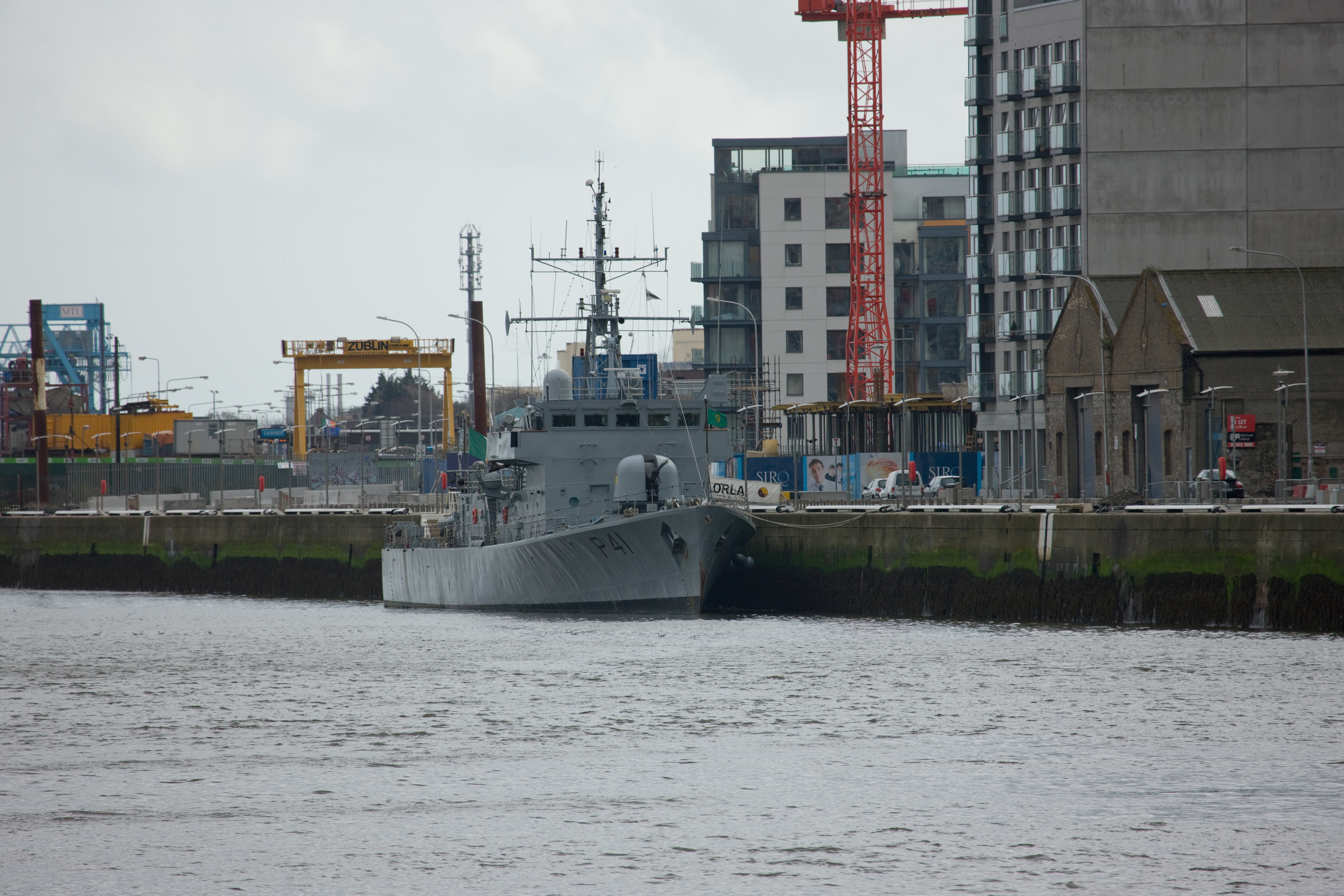
LÉ Orla (P41), ex HMS Swift